# Taroutino
Taroutino (en russe : Тарутино) est un village du raïon de Joukov dans l'oblast de Kalouga, en Russie, arrosé par la rivière Nara, à 35 km de Maloïaroslavets.
Le village est essentiellement connu pour avoir été le théâtre de la bataille de Winkowo opposant le 18 octobre 1812 une armée russe commandée par le général Koutouzov à un corps franco-polonais commandé par le maréchal et roi de Naples Joachim Murat.

## Personnalités
- Stanisław Fiszer (1769-1812) est mort durant la bataille.